# Немыченков, Владимир Сергеевич
Владимир Сергеевич Немыченков (22 апреля 1939 — 10 января 2024) — генеральный директор ОАО НПП «Тайфун» (1992—2016); Заслуженный судостроитель России (2004), Почётный гражданин города Калуги (2010).

## Биография
Родился 22 апреля 1939 года в деревне Верхние Подгоричи Тульской области.
В 1963 году окончил Новочеркасский политехнический институт, инженер-технолог. В 1963—1967 годах работал на электромеханическом заводе Министерства средств связи, в 1967-1972 — на заводе «Конструктор» (Калуга).
С 1972 года по настоящее время работает в ОАО «Тайфун». В 1972 году создал на строящемся предприятии новое производственное направление — выпуск печатных плат, занимался организацией гальванического и лакокрасочного производства. Только за первые 10 лет численность цеха, которым он руководил, увеличилась в 14 раз. Постоянно поступало новое оборудование, число которого в период с 1974 по 1981 год возросло в шесть раз, в 1973—1982 годах внедрено и освоено 127 единиц новой техники.
С 1986 года — заместитель директора завода по коммерческим вопросам, с 31 марта 1992 — директор ОАО «Тайфун». За два десятилетия (1992−2012) ОАО «Тайфун» проделало путь от серийного приборостроительного завода до современного научно-производственного предприятия, самостоятельно разрабатывающего новые системы оружия.
Заявленная В.С Немыченковым стратегия постоянного поиска новых рынков сбыта продукции за счёт освоения смежных областей техники привела к созданию изделия в новом для ОАО «Тайфун» направлении — технике радиоэлектронной борьбы. Предприятие, как головной исполнитель-разработчик, получило задание на проведение ряда опытно-конструкторских работ в интересах Военно-морского флота РФ, результатом которых в 2007 году стали успешные испытания постановщика помех высокоточному оружию с лазерным наведением.
Радиоэлектронные комплексы, изготовленные на ОАО «Тайфун», установлены и успешно эксплуатируются на сотнях кораблей отечественного ВМФ, в том числе на флагманах флота России «Петр Великий», «Адмирал Кузнецов», «Адмирал Чабоненко» и других. Производят подобную продукцию в мире только три государства: Россия , США и Франция. ОАО «Тайфун» не просто наладил выпуск этих изделий, но и, проведя глубокую модернизацию, обеспечил технологическую независимость нашей страны при их производстве, с одновременным улучшением тактико-технических характеристик.
26 апреля 2012 года ракетчики Каспийской флотилии ВМФ выполнили первые ракетные стрельбы с использованием комплекса «Бал-Э», который тоже был разработан и изготовлен на ОАО «Тайфун». В комплект поставки «Бал-Э» для ЮВО вошло около 10 машин. Каждый комплекс «Бал-Э» состоит из командного пункта, пусковой установки и погрузочной машины. «Бал-Э» способен поражать цели на расстоянии до 120 километров как в светлое, так и в тёмное время суток, в том числе и при неблагоприятных погодных условиях.
Правительством России отмечены достижения ОАО «Тайфун» в развитии науки и создании новой техники. Владимир Сергеевич вместе с коллективом авторов стал лауреатом Премии Правительства РФ.

## Награды и премии
- Медаль «За доблестный труд. В ознаменование 100-летия со дня рождения В. И. Ленина» (1970)
- Орден «Знак почёта» (1976)
- Юбилейная медаль «300 лет Российскому флоту»
- Почётное звание «Заслуженный судостроитель России» (2004)
- «Медаль трудовой славы им. П. А. Столыпина» (2005)
- Медаль «100-летие Подводных сил России» (2006)
- Заслуженный машиностроитель Российской Федерации (21 сентября 1995)
- Орден святого благоверного князя Даниила Московского III степени (2009)
- Медаль «За особые заслуги перед Калужской областью» (2009)
- Почётное звание «Почётный гражданин города Калуги» (2010)
- Юбилейная медаль «В память 70-летия Победы в Великой Отечественной войне» (Калужская область, 10 июня 2015) — за большой вклад в патриотическое воспитание подрастающего поколения и увековечение памяти погибших защитников Отечества
- лауреат премии Правительства Российской Федерации в области науки и техники (2011)
- В 2012 году портрет В. С. Немыченкова был размещен в Зале национальной трудовой славы России.